# Rudy Rucker
Rudolf von Bitter Rucker (Louisville, Kentucky, Estados Unidos, 22 de marzo de 1946) es un matemático, informático y autor de ciencia ficción estadounidense. Autor tanto de obras de ficción y como de no ficción, es uno de los fundadores de la corriente literaría conocida como cyberpunk. Es conocido por la tetralogía Ware, por la que ha recibido dos premios Philip K. Dick gracias a las dos primeras novelas de la tetralogía (Software y Wetware). Fue el editor del revista en línea de ciencia ficción Flurb hasta su cierre en 2014.

## Juventud
Rucker nació y creció en Louisville, Kentucky. Es descendiente de Georg Wilhelm Friedrich Hegel.
Rucker asistió al instituto St. Xavier antes de obtener un  título de Grado en matemáticas de Swarthmore College (1967) y posteriormente un máster (1969) y el doctorado (1973) en matemáticas en la Universidad Rutgers.

## Carrera
Rucker enseñó matemáticas en la Universidad Estatal de Nueva York en Geneseo de 1972 a 1978. Según su autobiografía,, aunque era apreciado por sus alumnos y publicó un libro (la Geometría, la Relatividad y la Cuarta Dimensión) y varios artículos, varios de sus colegas se ofendieron por su pelo largo y su relación con profesores de filosofía y filología cuando era previsible la escasez de presupuesto. Como resultado, no pudo alcanzar la titularidad en ese departamento problemático. Gracias a una beca de la Fundación Alexander von Humboldt, Rucker dio clases en la Universidad de Heidelberg entre 1978 y 1980. Luego fue profesor en el Randolph-Macon College para Mujeres de Lynchburg, Virginia entre 1980 y 1982. Tras esto antes se dedicó a probar suerte como escritor los cuatro años siguientes. Inspirado por una entrevista con Stephen Wolfram, Rucker se convirtió en un profesor de ciencias informáticas en la Universidad Estatal de San José en el 1986, de donde se retiró como profesor emérito en 2004. Debido a su interés por la filosofía, ha escrito La Cuarta Dimensión y el Infinito y la mente. Princeton University Press publicado nuevas ediciones de Infinito y la Mente en 1995 y en 2005, ambos con nuevos prefacios; la primera edición es citada con cierta frecuencia en la literatura académica.[cita requerida]
Como «alternativa propia al cyberpunk», Rucker desarrolló un estilo de escritura a la que denomina transrealismo. El transrealismo, según expuso en su ensayo de 1983 El manifesto transrealista, es ciencia ficción basada en la vida propia del autor y percepciones inmediatas, mezclados con elementos fantásticos que simboliza cambio psicológico. Muchas de sus novelas y cuentos aplican estas ideas. Un ejemplo de la obra transreal de Rucker es su novela Saucer Wisdom, donde el personaje principal es abducido por alienígenas. Rucker y su editor promocionarion el libro, irónicamente, como de no ficción.[cita requerida]
Su primera novela transrealista, Luz Blanca, la escribió durante su estancia en Heidelberg y está basada en sus experiencias en Universidad Estatal de Nueva York en Geneseo.
Rucker utiliza con frecuencia sus novelas para explorar ideas científicas o matemáticas; Luz Blanca examina el concepto de infinidad La tetralogía Ware (escrita entre 1982 y 2000) es, en parte, una explicación del uso de selección natural para desarrollar software (un tema desarrollado también en El Hacker y las hormigas, escrito en 1994. Sus novelas también presentan una filosofía mística que Rucker resumió en un ensayo titulado, con algo de ironía, "Las Enseñanzas Centrales de Misticismo" (incluido en Seek!, 1999).
Su libro de no ficción, The Lifebox, the Seashell, and the Soul: What Gnarly Computation Taught Me About Ultimate Reality, the Meaning Of Life, and How To Be Happy  resume las diversas filosofías en las que ha creído a lo largo de los años y finaliza con la conclusión provisional que podríamos ver el mundo como hecho de cálculos, con la observación final, "quizás este universo es perfecto."[cita requerida]